# Bruno Deri
Bruno Deri (Castiglioncello, 25 luglio 1907 – Castiglioncello, 17 gennaio 1955) è stato un calciatore italiano, di ruolo difensore.

## Caratteristiche tecniche
Giocò nel ruolo di terzino destro.

## Carriera
Giocò in Serie A con il Livorno.